# António Sobrinho
António Sobrinho  (Gdungo Otto, Angola, 3 februari 1971) is een Portugese golfprofessional.
Als gevolg van de oorlog in Angola kwam Sobrinho als baby naar Portugal. Hij groeide op onder toezicht van het personeel van de Quinta do Lago Golf Club waardoor hij al vroeg in contact met golf kwam. In 1991 verkreeg hij de Portugese nationaliteit.

## Professional
Sobrinho werd in 1992 professional en werkt sinds 2002 op de Vale do Lobo, waar twee golfbanen door Henry Cotton werden aangelegd.
Hij heeft elf keer het Portugees PGA Kampioenschap gewonnen.
In 2008 won hij het laatste toernooi van de PGA EuroPro Tour winterserie met een score van 196 (-17) inclusief een laatste ronde van 63.

### Gewonnen
- 2004: Portugees PGA Kampioenschap (264, -7)[2]

PGA EuroPro Tour
- 2008: Laatste toernooi van de Quinta da Ria/Casinos do Algarve Swing[3]